# MICGénero
La Muestra Internacional de Cine con Perspectiva de Género, más conocida como MICGénero, es un festival de cine realizado en México desde 2011. Su enfoque busca acercar a la sociedad las conversaciones contemporáneas sobre feminismos, estudios de género y derechos humanos, de manera que se focalicen estos temas. 
El MICGénero inicia su programación en la Ciudad de México, donde también se realizan talleres, clases magistrales y conferencias, para después exhibir su selección en diferentes ciudades mexicanas. Su curaduría incluye cortometrajes mexicanos y largometrajes mexicanos e internacionales; algunas de las películas que han sido exhibidas son Los adioses (2018) de Natalia Beristáin, Ayer maravilla fui (2018) de Gabriel Mariño, y Disobedience (2017) de Sebastián Lelio. Además, realizan retrospectivas sobre cineastas clave como Albertina Carri, Věra Chytilová, Lukas Moodysson, y Derek Jarman.

## Ejes temáticos
Para cumplir con sus objetivos de difundir las teorías y propuestas de estudios de género a través del cine, se organiza una muestra temática representativa de cada línea de investigación, y se agrupan los filmes de la selección oficial el 12 temas eje: Derechos Sexuales y Reproductivos, Movilidad Humana y Migración, Ecofeminismos, Etarismo y Relaciones Intergeneracionales, Queer/Cuir y Posporno, Resiliencia, Disonancias, Encierros y Reclusión, Vs. Media, Cuerpo Atlético, Minoridades en Foco, e Infancias y Derechos Humanos.

## Selección oficial por año

### 2024
Se realizó del 1 de agosto al 19 de septiembre, e incluyó una retrospectiva a la cineasta checoslovaca Věra Chytilová con la proyección de siete de sus películas, incluyendo Daisies, Panelstory y A Bag of Fleas. La selección presentó 38 títulos, incluyendo 12 largometrajes internacionales y 26 cortometrajes mexicanos.
| Eje temático                              | Título                                                       | Dirección                                   | País                                          |
| ----------------------------------------- | ------------------------------------------------------------ | ------------------------------------------- | --------------------------------------------- |
| Encierro y Reclusión                      | Un Amor                                                      | Isabel Coixet                               | España                                        |
| Encierro y Reclusión                      | Larva                                                        | Kami García                                 | México                                        |
| Encierro y Reclusión                      | Viento                                                       | Mayra Martínez                              | México                                        |
| Ecofeminismos                             | Nuestro país robado                                          | Marc Wiese                                  | Ecuador, Alemania                             |
| Ecofeminismos                             | Días de abundancia                                           | Aiko Alonso                                 | México                                        |
| Ecofeminismos                             | Mamá Tortuga                                                 | Louise Leick                                | México                                        |
| Movilidad Humana y Migración              | Cuentos para no dormir                                       | Lila Penagos                                | Ecuador                                       |
| Movilidad Humana y Migración              | Hikuri                                                       | Sandra Ovilla                               | México                                        |
| Movilidad Humana y Migración              | El brillo de la luciérnaga                                   | Augusto Reyes                               | México                                        |
| Minoridades en Foco                       | Pola Weiss: Documental                                       | Alejandra Arrieta                           | México                                        |
| Minoridades en Foco                       | Yo maté a Lucca                                              | Ana Moreno Hernández                        | México                                        |
| Minoridades en Foco                       | Ella se queda                                                | Marinthia Gutiérrez Velazco                 | México                                        |
| Disonancias                               | Teaches of Peaches                                           | Philipp Fussenegger, Judy Landkammer        | Alemania                                      |
| Disonancias                               | El arte de hacer lo sencillo, complicado                     | Karla Enriqueta Noriega, María José Noriega | México                                        |
| Disonancias                               | Rap, sodas y versos                                          | Chantal Junck                               | México                                        |
| Etarismo y relaciones intergeneracionales | La estrella que perdí                                        | Luz Orlando Brennan                         | Argentina                                     |
| Etarismo y relaciones intergeneracionales | La Soledad                                                   | María Conchita Díaz                         | México                                        |
| Etarismo y relaciones intergeneracionales | Bajudh                                                       | Carlos Matienzo Serment                     | México                                        |
| Vs. Media                                 | Sin control: periodismo bajo vigilancia                      | Jonathan Bock                               | México, Colombia, El Salvador, Estados Unidos |
| Vs. Media                                 | El último viaje: nueve años sin justicia para Moisés Sánchez | Artículo 19                                 | México                                        |
| Vs. Media                                 | Paraíso                                                      | Salvador Gutiérrez Zamora                   | México                                        |
| Infancias y derechos humanos              | An endless sunday                                            | Alain Parronia                              | Italia                                        |
| Infancias y derechos humanos              | Llueven las flores, los piratas y el tesoro de la bruja      | Faustino Alanís                             | México                                        |
| Infancias y derechos humanos              | Na Savi                                                      | Sofía Ayerdi                                | México                                        |
| Resiliencia                               | Hypnosis                                                     | Ernst de Geer                               | Suecia                                        |
| Resiliencia                               | Sanar la tierra                                              | Lilian Paola Ovalle                         | México                                        |
| Resiliencia                               | Zona de creación en busca del hábitat                        | Uzu Morales                                 | México                                        |
| Cuerpo Atlético                           | Category: Women                                              | Phyllis Ellis                               | Canadá                                        |
| Cuerpo Atlético                           | Sin Límites                                                  | Gerardo Diego                               | México                                        |
| Cuerpo Atlético                           | Femmente                                                     | Ximena Salazar Hernández                    | México                                        |
| Derechos sexuales y reproductivos         | Angry Annie                                                  | Blandine Lenoir                             | Francia                                       |
| Derechos sexuales y reproductivos         | Fricción                                                     | Alonso Velasco, Diego Zenteno               | México                                        |
| Derechos sexuales y reproductivos         | Otoño Verde                                                  | Sunya Itzia Madrigal Álvarez Ugena          | México                                        |
| Cuir/Queer y Postporno                    | El fuego que hemos construido                                | Luis Fontal                                 | Argentina                                     |
| Cuir/Queer y Postporno                    | Cierto Tipo                                                  | Gabriel Gutiérrez Morales                   | México, EE. UU.                               |
| Cuir/Queer y Postporno                    | Manos Ajenas                                                 | Adrián Monroy Molina                        | México                                        |
| Cuir/Queer y Postporno                    | Cobalto                                                      | Julián Hernández                            | México                                        |
| Cuir/Queer y Postporno                    | Más allá de la carne                                         | Juan Briseño                                | México                                        |

### 2023
En la 12.ª edición de MICGénero hubo una retrospectiva a la cineasta argentina Albertina Carri, quien ofreció una clase magistral en la Cineteca Nacional el 4 de agosto. Entre las películas seleccionadas para la muestra estuvieron el documental Solastalgia de Marina Hufnagel, Gabi, Between Ages 8 and 13 de Engeli Broberg, y Elaha de Milena Aboyan, y la función inaugural, realizada el 3 de agosto en la Cineteca Nacional, fue La Singla, de Paloma Zapata, documental enfocado en una bailarina de flamenco sorda.

### 2022
Tras dos años de la pandemia por COVID-19, el Tour 2022 planteó actividades físicas y digitales. La película inaugural fue Flickorna/The Girls de Mai Zetterling, cineasta que fue homenajeada con una retrospectiva sobre su carrera y la presentación del libro "Cine y obsesión, la vida y obra de Mai Zetterling" de Mariah Larsson. En esa edición, se presentó la película Zero Fucks Given de Julie Lecoustre y Emmanuel Marre en colaboración con la Embajada de Francia en México, se se estrenó el quinto capítulo de la serie documental Resistencias Fílmicas, titulado, "La Utopía: Cine sin violencias", producido por PROCINE CDMX.

### 2021
En la 10.ª edición del MICGénero, se siguió un formato híbrido, con proyecciones presenciales en salas de arte y cinetecas, y funciones virtuales  a través de sitios socios. La retrospectiva fue dedicada a la actriz María Félix, se presentó la película Las hijas del fuego, de Albertina Carri, y se invitó a la artista Bruna Avellaneda y al festival Movies that Matter a colaborar durante el evento. En los 12 ejes temáticos, se programaron 27 películas.
| Eje temático                              | Título                         | Dirección                     | País                |
| ----------------------------------------- | ------------------------------ | ----------------------------- | ------------------- |
| Encierro y Reclusión                      | Stay Still                     | Elisa Mishto                  | Alemania            |
| Encierro y Reclusión                      | Extraños en un tren            | Pierre Saint-Martin           | México              |
| Ecofeminismos                             | The letter                     | Maia Lekow y Christopher King | Kenia               |
| Movilidad Humana y Migración              | Cartas mojadas                 | Paula Palacios                | España              |
| Minoridades en Foco                       | Psykos/Stockholm               | Marías Bäck                   | Suecia              |
| Minoridades en Foco                       | Los últimos recuerdos de Abril | Nancy Cruz Orozco             | México              |
| Disonancias                               | Knocking                       | Frida Kempff                  | Suecia              |
| Etarismo y relaciones intergeneracionales | Invisibles                     | Gracias Querejeta             | España              |
| Etarismo y relaciones intergeneracionales | Tía Lucía                      | Montserrat Corona             | México              |
| Vs. Media                                 | Maddy the model                | Jane Magnusson                | Suencia             |
| Infancias y derechos humanos              | Beans                          | Taracey Deer                  | Canadá              |
| Infancias y derechos humanos              | Pinky Promise                  | Indra Villaseñor              | México              |
| Resiliencia                               | Made in Bangladesh             | Rubaiyat Hossain              | Bangladesh, Francia |
| Resiliencia                               | A vuelta de rueda              | Lucía Araiza                  | México              |
| Resiliencia                               | Línea 9                        | Misael Alva                   | México              |
| Resiliencia                               | Ñuu Kanda                      | Nicolás Rojas                 | México              |
| Cuerpo Atlético                           | Hijas de Cynisca               | Beatriz Carretero             | España              |
| Derechos sexuales y reproductivos         | La botera                      | Sabina Blanco                 | Argentina           |
| Derechos sexuales y reproductivos         | Naufragio                      | David Buitrón                 | México              |
| Derechos sexuales y reproductivos         | Día 33                         | Nina Chávez                   | México              |
| Derechos sexuales y reproductivos         | Eva wishes                     | Lisa Díaz                     | Francia             |
| Queer y postporno                         | Bliss                          | Henrika Kull                  | Alemania            |

### 2020
Durante la pandemia de COVID-19, el evento fue realizado por completo en línea del 10 de septiembre al 15 de octubre con la colaboración de la plataforma de streaming FilminLatino. En la programación oficial, se incluyeron los filmes El despertar de las hormigas, película costarricense de Antonella Sudasassi Furniss, la chilena Lina de Lima, de María Paz González, Mujer medicina, documental argentino de Daiana Rosenfeld, y El campeón del mundo, documental de Federico Borgia y Guillermo Madeiro. La imagen y póster de la muestra fue realizada por la artista Carolina Pavia siguiendo los temas de género y confinamiento.

### 2019
La 8.ª edición se realizó del 1 de agosto al 13 de octubre en 12 estados, y contó con 109 películas en su programación. La función inaugural fue la película sueca The Heart, de Fanni Metelius, quien estuvo presente para comentarla y dio una classe magistral para reflexionar sobre hacer películas centradas en personajes femeninos o que son parte de un grupo minoritario. Se estrenó la película Dóberman, de la directora argentina Azul Lombardia, se realizó una retrospectiva sobre Derek Jarman y un ciclo de 6 películas titulado "Queer as German Folk", en colaboración con el Instituto Goethe México. Además, se realizaron dos actividades con Pussypedia, la enciclopedia colaborativa, gratuita y bilingüe sobre salud sexual y reproductiva.

### 2018
Realizado del 2 de agosto al 13 de septiembre, la 7.ª edición tuvo como película inaugural el documental Silvana, de las directoras suecas Olivia Kastebring y Christina Tsiobanelis. Se realizó un ciclo titulado "Rumberas y ficheras", dedicado a este subgénero de cine mexicano, y una retrospectiva a la directora española Isabel Coixet.